# Honda Logo
La Honda Logo è un'utilitaria fabbricata dalla casa automobilistica giapponese Honda tra il 1996 e il 2001.

## Profilo e contesto

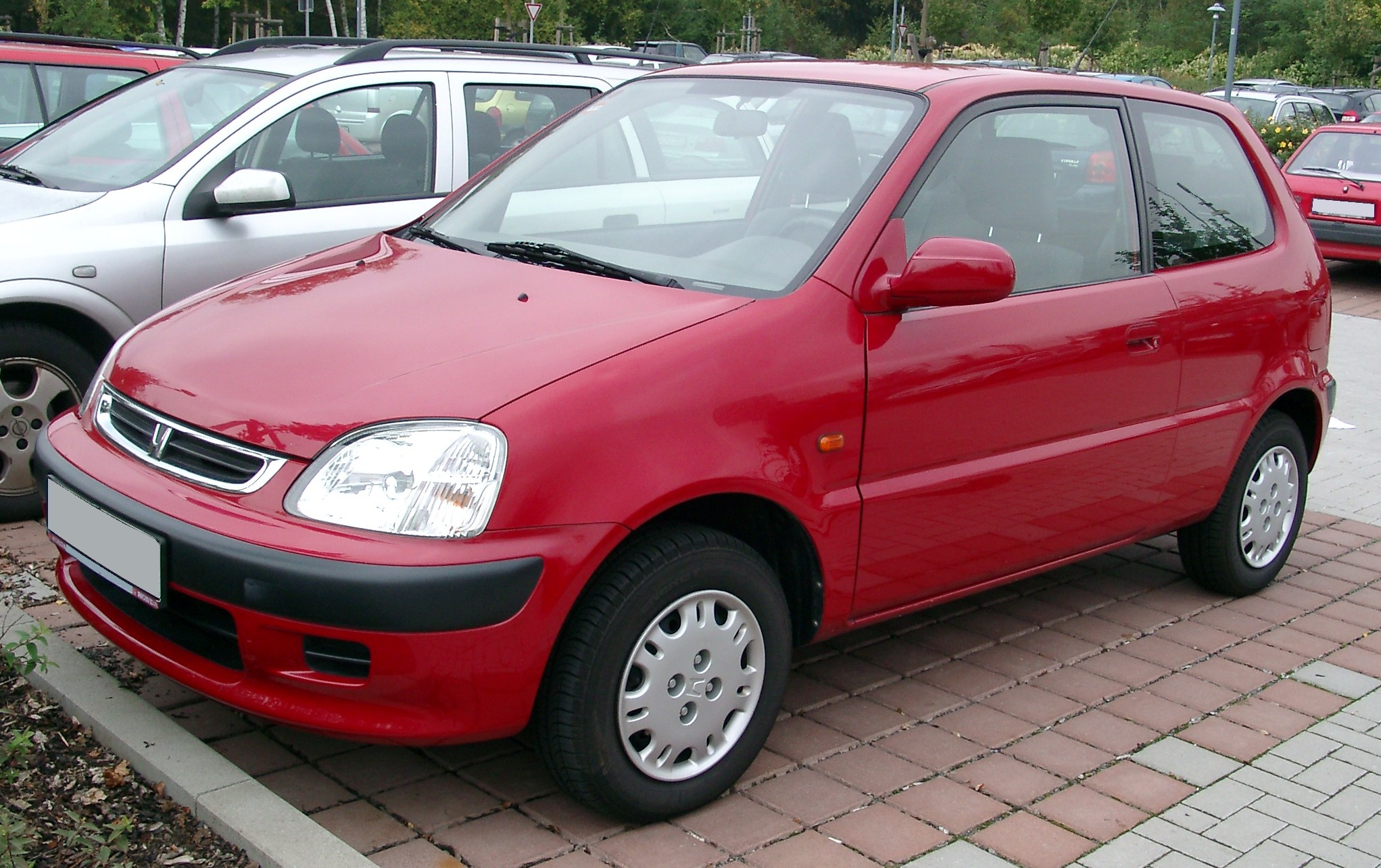
Honda Logo restyling

Con la sua lunghezza di 3.785 cm era poco più ingombrante di una keicar e si inseriva nel catalogo della casa nipponica poco al di sopra della Honda LIfe. Dotata di trazione anteriore, era disponibile nei modelli a 3 o 5 porte ed era equipaggiata con un motore benzina da 1.3 litri 4 cilindri in linea chiamato D13B che muoveva anche le Civic dello stesso periodo. Il propulsore, che era dotato di 2 valvole per cilindro erogava 66 CV, successivamente è stato reso disponibile per alcune versioni anche un motore con quattro valvole per cilindro che erogava 91 CV. Tra le altre caratteristiche vi era quella di poter essere equipaggiata da un cambio continuo (CVT) oltre che del cambio manuale a 5 rapporti.
Destinata principalmente al mercato interno giapponese, nel 1998 ha subito un lieve restyling, ed è stata esportata anche in alcune nazioni europee.
Per quanto riguarda la sicurezza automobilistica, è stata testata dall'Euro NCAP nel 2000 ottenendo un punteggio di 3 stelle.
La produzione è terminata nel 2001 quando è stata sostituita dalla Honda Jazz.